# Grand Prix Formule 1 van Oostenrijk

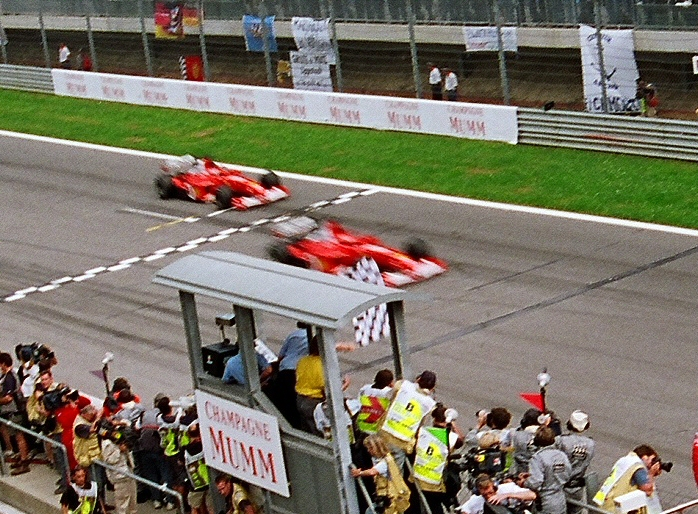
De controversiële finish van 2002

In 1963 werd er op het vliegveld in Zeltweg een Grand Prix gereden die niet meetelde voor het kampioenschap. In 1964 werd op hetzelfde vliegveld een Grand Prix gereden die wel meetelde.
Van 1970 tot 1987 werd de Grand Prix 2,5 km noordelijker gereden op de in 1969 geopende Österreichring en van 1997 tot 2003 op de hertekende Österreichring die hernoemd werd naar A1 Ring. Na elf jaar onderbreking wordt sinds 2014 weer de Grand Prix gereden op de A1 Ring die in 2011 omgedoopt werd tot Red Bull Ring.
Tijdens de race van 2002 werden door Ferrari teamorders opgelegd die voor heel wat controverse zorgden. Rubens Barrichello die comfortabel aan de leiding reed vertraagde tijdens de laatste ronde om Michael Schumacher te laten passeren.
Max Verstappen is met vier overwinningen recordhouder van de Grand Prix van Oostenrijk. Hij won ook drie keer de Sprint op de Red Bull Ring.
Op 29 juni 2025 werd bekendgemaakt dat de Grand Prix van Oostenrijk een verlengd contract heeft gekregen tot en met 2041.

## Winnaars van de Grands Prix
- Een roze achtergrond geeft aan dat deze race een niet-kampioenschapsronde in de Formule 1 was vanaf 1950.

| Jaar        | Coureur                      | Constructeur               | Circuit                    | Verslag                   |
| ----------- | ---------------------------- | -------------------------- | -------------------------- | ------------------------- |
| 2025        | Lando Norris                 | McLaren-Mercedes           | Red Bull Ring              | Verslag                   |
| 2024        | George Russell               | Mercedes                   | Red Bull Ring              | Verslag                   |
| 2023        | Max Verstappen               | Red Bull Racing-Honda RBPT | Red Bull Ring              | Verslag                   |
| 2022        | Charles Leclerc              | Ferrari                    | Red Bull Ring              | Verslag                   |
| 2021        | Max Verstappen               | Red Bull Racing-Honda      | Red Bull Ring              | Verslag                   |
| 2020        | Valtteri Bottas              | Mercedes                   | Red Bull Ring              | Verslag                   |
| 2019        | Max Verstappen               | Red Bull Racing-Honda      | Red Bull Ring              | Verslag                   |
| 2018        | Max Verstappen               | Red Bull Racing-TAG Heuer  | Red Bull Ring              | Verslag                   |
| 2017        | Valtteri Bottas              | Mercedes                   | Red Bull Ring              | Verslag                   |
| 2016        | Lewis Hamilton               | Mercedes                   | Red Bull Ring              | Verslag                   |
| 2015        | Nico Rosberg                 | Mercedes                   | Red Bull Ring              | Verslag                   |
| 2014        | Nico Rosberg                 | Mercedes                   | Red Bull Ring              | Verslag                   |
| 2013 - 2004 | Grand Prix niet verreden.    | Grand Prix niet verreden.  | Grand Prix niet verreden.  | Grand Prix niet verreden. |
| 2003        | Michael Schumacher           | Ferrari                    | A1 Ring                    | Verslag                   |
| 2002        | Michael Schumacher           | Ferrari                    | A1 Ring                    | Verslag                   |
| 2001        | David Coulthard              | McLaren-Mercedes           | A1 Ring                    | Verslag                   |
| 2000        | Mika Häkkinen                | McLaren-Mercedes           | A1 Ring                    | Verslag                   |
| 1999        | Eddie Irvine                 | Ferrari                    | A1 Ring                    | Verslag                   |
| 1998        | Mika Häkkinen                | McLaren-Mercedes           | A1 Ring                    | Verslag                   |
| 1997        | Jacques Villeneuve           | Williams-Renault           | A1 Ring                    | Verslag                   |
| 1996 - 1988 | Grand Prix niet verreden.    | Grand Prix niet verreden.  | Grand Prix niet verreden.  | Grand Prix niet verreden. |
| 1987        | Nigel Mansell                | Williams-Honda             | Österreichring             | Verslag                   |
| 1986        | Alain Prost                  | McLaren-TAG                | Österreichring             | Verslag                   |
| 1985        | Alain Prost                  | McLaren-TAG                | Österreichring             | Verslag                   |
| 1984        | Niki Lauda                   | McLaren-TAG                | Österreichring             | Verslag                   |
| 1983        | Alain Prost                  | Renault                    | Österreichring             | Verslag                   |
| 1982        | Elio de Angelis              | Lotus-Ford                 | Österreichring             | Verslag                   |
| 1981        | Jacques Laffite              | Ligier-Matra               | Österreichring             | Verslag                   |
| 1980        | Jean-Pierre Jabouille        | Renault                    | Österreichring             | Verslag                   |
| 1979        | Alan Jones                   | Williams-Ford              | Österreichring             | Verslag                   |
| 1978        | Ronnie Peterson              | Lotus-Ford                 | Österreichring             | Verslag                   |
| 1977        | Alan Jones                   | Shadow-Ford                | Österreichring             | Verslag                   |
| 1976        | John Watson                  | Penske-Ford                | Österreichring             | Verslag                   |
| 1975        | Vittorio Brambilla           | March-Ford                 | Österreichring             | Verslag                   |
| 1974        | Carlos Reutemann             | Brabham-Ford               | Österreichring             | Verslag                   |
| 1973        | Ronnie Peterson              | Lotus-Ford                 | Österreichring             | Verslag                   |
| 1972        | Emerson Fittipaldi           | Lotus-Ford                 | Österreichring             | Verslag                   |
| 1971        | Jo Siffert                   | BRM                        | Österreichring             | Verslag                   |
| 1970        | Jacky Ickx                   | Ferrari                    | Österreichring             | Verslag                   |
| 1969        | Jo Siffert                   | Porsche                    | Österreichring             | Verslag                   |
| 1968        | Jo Siffert                   | Porsche                    | Zeltweg Luchthaven Circuit | Verslag                   |
| 1967        | Paul Hawkins                 | Ford                       | Zeltweg Luchthaven Circuit | Verslag                   |
| 1966        | Gerhard Mitter Hans Herrmann | Porsche                    | Zeltweg Luchthaven Circuit | Verslag                   |
| 1965        | Jochen Rindt                 | Ferrari                    | Zeltweg Luchthaven Circuit | Verslag                   |
| 1964        | Lorenzo Bandini              | Ferrari                    | Zeltweg Luchthaven Circuit | Verslag                   |
| 1963        | Jack Brabham                 | Brabham-Climax             | Zeltweg Luchthaven Circuit | Verslag                   |

## Winnaars van de Sprint
| Jaar | Coureur        | Constructeur               | Locatie       | Verslag |
| ---- | -------------- | -------------------------- | ------------- | ------- |
| 2024 | Max Verstappen | Red Bull Racing-Honda RBPT | Red Bull Ring | Verslag |
| 2023 | Max Verstappen | Red Bull Racing-Honda RBPT | Red Bull Ring | Verslag |
| 2022 | Max Verstappen | Red Bull Racing-RBPT       | Red Bull Ring | Verslag |

1963 · 1964 · 1970 · 1971 · 1972 · 1973 · 1974 · 1975 · 1976 · 1977 · 1978 · 1979 · 1980 · 1981 · 1982 · 1983 · 1984 · 1985 · 1986 · 1987 · 1997 · 1998 · 1999 · 2000 · 2001 · 2002 · 2003 · 2014 · 2015 · 2016 · 2017 · 2018 · 2019 · 2020 · 2021 · 2022 · 2023 · 2024 · 2025